# Maid of the Mist

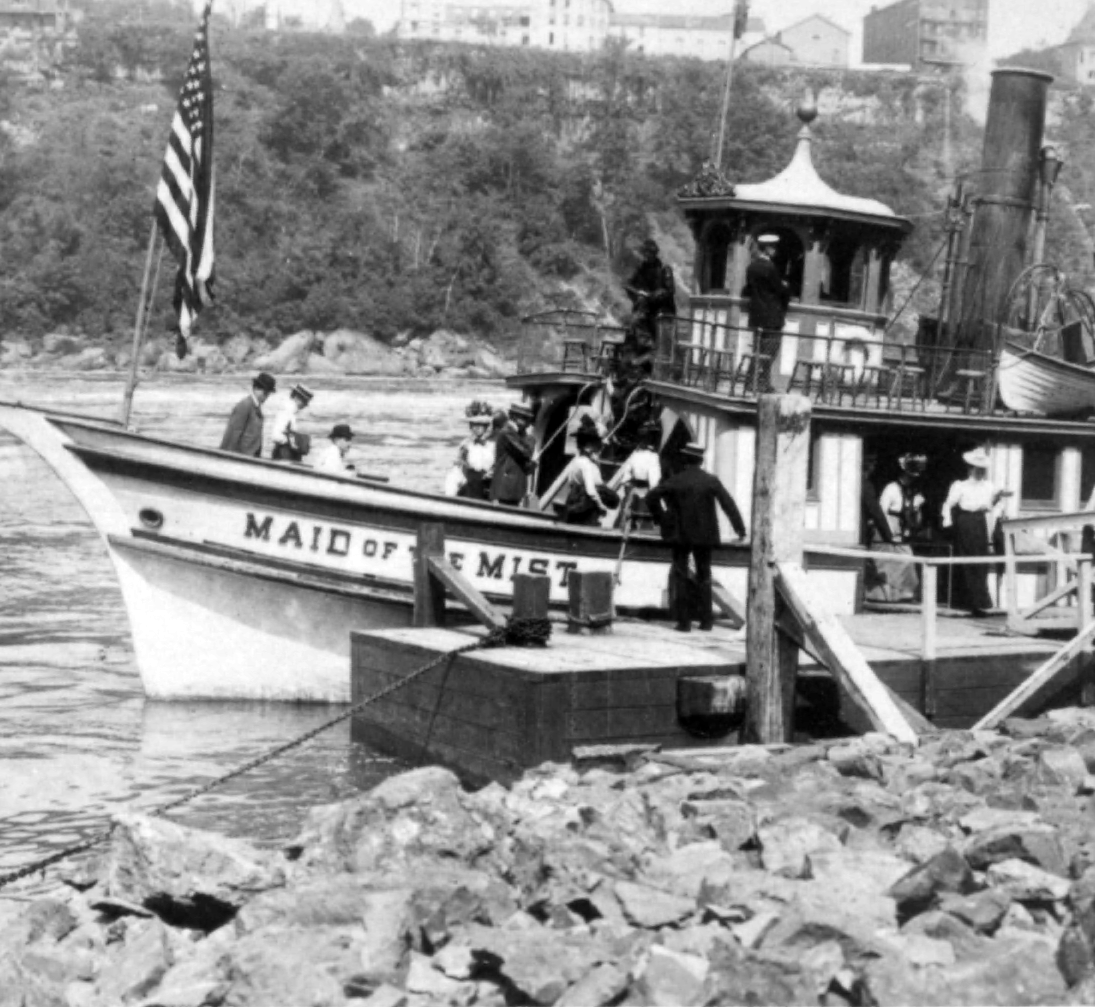
Maid of the Mist I, gebaut 1885

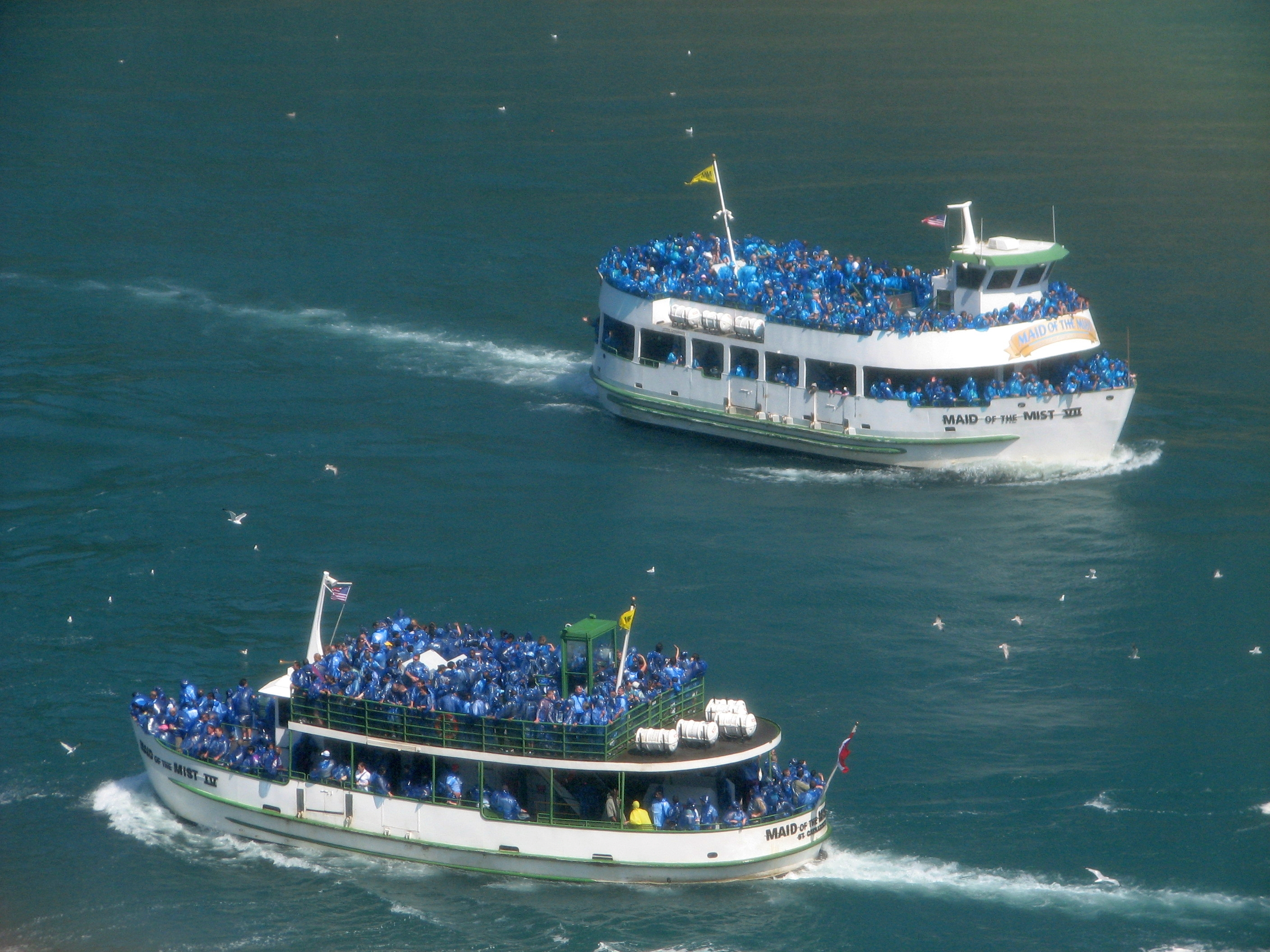
Maid of the Mist IV (vorne, gebaut 1976) und Maid of the Mist VII (hinten, gebaut 1997)

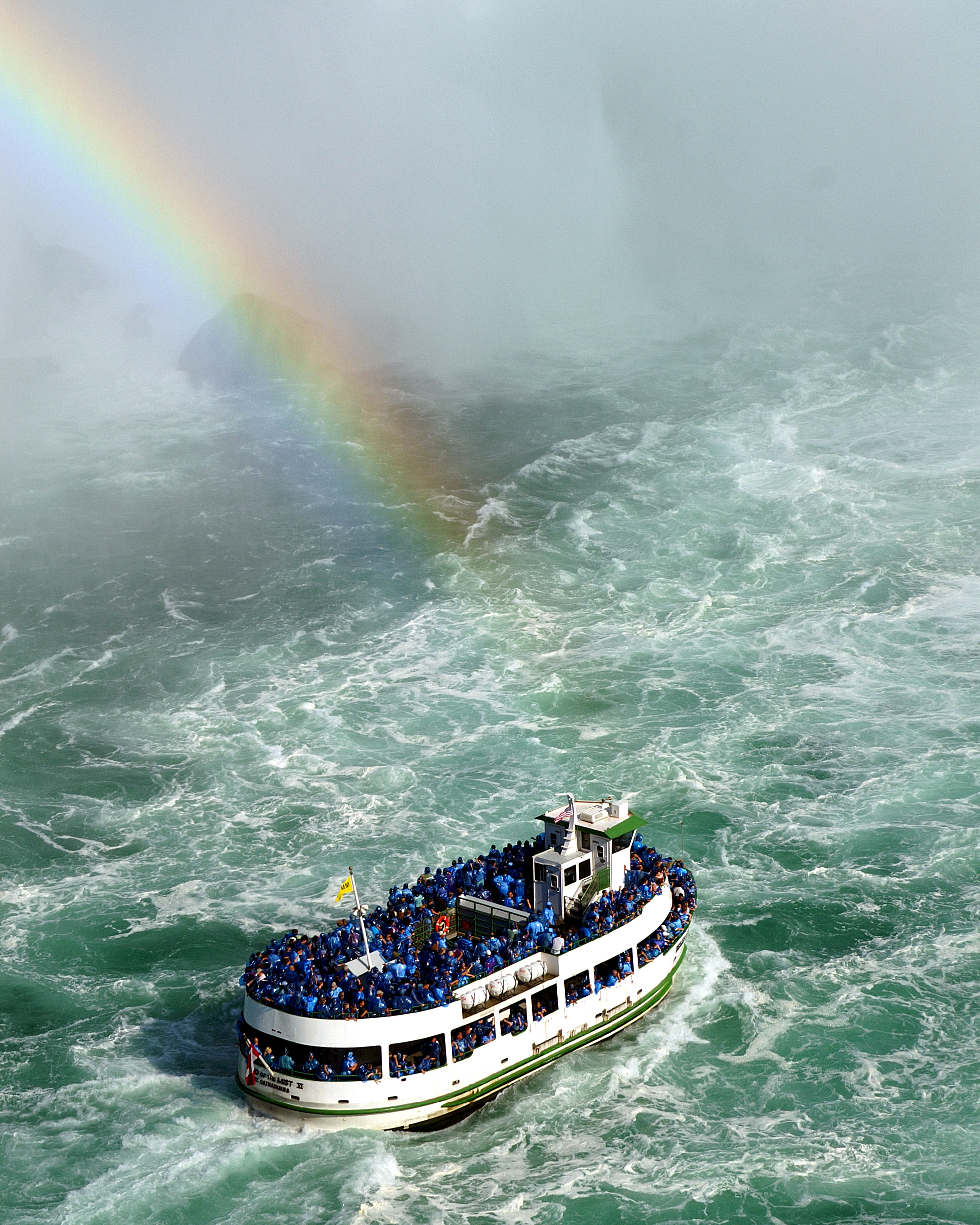
Eines der Boote im Wasserschleier

Maid of the Mist ist der Titel einer Bootstour an den Niagarafällen. Die seit 1846 bestehende Tour ist eines der ältesten, kontinuierlich existierenden Touristikangebote der Welt. Die Tour wird von einem Familienunternehmen angeboten, das seinen Sitz in Kanada hat, aber einer US-amerikanischen Familie gehört. Im Jahr 2012 fahren die Schiffe Maid of the Mist IV, Maid of the Mist V, Maid of the Mist VI und Maid of the Mist VII, die jeweils 300 bis 600 Passagiere befördern können.
Inzwischen fährt das kanadische Konkurrenzunternehmen Hornblower Niagara Cruises die gleiche Strecke ab.

## Boote
- Maid of the Mist IV. Kapazität 300 Passagiere. Legt in den USA ab.
- Maid of the Mist V. Kapazität 300 Passagiere. Legt in den USA ab.
- Maid of the Mist VI. Kapazität 582 Passagiere. Legt in Kanada ab.
- Maid of the Mist VII. Kapazität 582 Passagiere. Legt in Kanada ab.[2]

## Geschichte
Die heute etwa 20 Minuten dauernde Tour auf dem Niagara River beginnt seit 1846 etwas flussaufwärts der Rainbow Bridge, wobei es Anleger sowohl am amerikanischen wie am kanadischen Ufer gibt. Die Maid passiert die American Falls, um dann ins Zentrum der Horseshoe Falls zu fahren. Die Tour führt so nah an die Fälle, dass die Touristen große Mengen Wasser abbekommen. Bereits im 19. Jahrhundert wurden die Reisenden deshalb mit Öljacken ausgestattet. Mittlerweile sind diese durch sackartige Einmalfolien ersetzt worden.
Vor der Maid of the Mist gab es bereits eine Seilfähre, die die strömungs- und untiefenreiche Niagara Gorge durchquerte. Maid of the Mist sollte diese ersetzen. Doch nachdem 1848 die erste Brücke bei den Niagara-Fällen erbaut wurde, war das Fahrgeschäft nicht mehr gewinnbringend. Die Eigner beschlossen, Touristen direkt in die Horseshoe Falls zu fahren. Das erste Boot dieses Namens, ein Dampfer aus Holz, wurde 1854 durch eine andere Maid of the Mist, einen Dampfer aus Stahl, ergänzt. Der Name geht auf eine angebliche Legende der amerikanischen Ureinwohner zurück, die jedoch eine Erfindung der ersten Bootsbetreiber ist.